# Puchenii-Moșneni, Prahova
Puchenii-Moșneni este un sat în comuna Puchenii Mari din județul Prahova, Muntenia, România.
La sfârșitul secolului al XIX-lea, satul Puchenii Moșneni constituia o comună de sine stătătoare, care avea 746 de locuitori, o școală frecventată de 46 de elevi în 1899 și o biserică ortodoxă construită în 1884 de localnicii din comună și din Puchenii Miroslăvești; locuitorii se ocupau cu agricultură și cu fabricarea de rogojini, pe care le vindeau în Ploiești și în București. La începutul secolului următor, comunei i s-a adăugat și satul Puchenii-Miroslăvești, și a fost reședința plășii Câmpul din județul Prahova. Până în 1968, comuna a fost desființată și inclusă în comuna Puchenii Mari.